# Clinton (Arkansas)
Clinton település az Amerikai Egyesült Államok Arkansas államában, Van Buren megyében, melynek megyeszékhelye is. Lakosainak száma 2509 fő (2020. április 1.).

## Népesség
A település népességének változása:
| Lakosok száma | 2283 | 2602 | 2509 |
|               | 2000 | 2010 | 2020 |